# Wetstratees
De term wetstratees slaat op het jargon dat politici in België hanteren.
De term werd geïntroduceerd door het VRT-programma Villa Politica. In dit duidingsprogramma werden regelmatig politici geïnterviewd en politieke termen uitgelegd. Het bleek dat een aantal politici zelf niet altijd de betekenis van de gespecialiseerde terminologie begrepen.
De term verwijst naar de Brusselse Wetstraat waar het parlement en de ambtswoning van de eerste minister gevestigd zijn.
Wetstratees is ook de titel van een boek geschreven door Bert Bultinck, uitgegeven in 2004.

## Voorbeelden
- BHV
- Wafelijzerpolitiek